# Zákon o péči o zdraví lidu
Zákon o péči o zdraví lidu (20/1966 Sb.) byl přijat jako základní právní předpis zdravotnického práva v Československu. Vymezuje povinnosti státu, zdravotnických zařízení i uživatelů zdravotnických služeb a zásady zdravotnické péče. Od roku 1966 až do roku 1990 nebyl ani jednou změněn, od té doby byl upraven mnoha novelizacemi, které byly prováděny pro každý stát federace zvlášť. Při zániku federace zůstal zákon platným v České republice i Slovenské republice. V ČR byl zrušen dne 1. dubna 2012 a nahrazen zákonem č. 372/2011 Sb., o zdravotních službách. Ve Slovenské republice byl přijat zákon nový, 277/1994 Zb., o zdravotnej starostlivosti, a poté 576/2004 Z. z., o zdravotnej starostlivosti, službách súvisiacich s poskytovaním zdravotnej starostlivosti a o zmene a doplnení niektorých zákonov.

## Novelizace
Zákon byl s působností pro Českou republiku novelizován těmito zákony: 
- 210/1990 Sb., zákon ČNR o změnách v působnosti orgánů ČR v sociálním zabezpečení. Působnost Ústřední rady odborů a ROH byla od 1. září 1990 nahrazena působností státních orgánů.
- 425/1990 Sb., zákon ČNR o okresních úřadech, změna zákona jen s působností pro Českou republiku. Vymezení kompetencí krajských a okresních hygienických stanic.
- 548/1991 Sb., zákon ČNR, rozsáhlá novela přizpůsobující zákon demokratickým poměrům a konci socialistického režimu (Úplné znění pro Českou republiku vyšlo pod číslem 86/1992 Sb.)
- 550/1991 Sb., zákon ČNR o všeobecném zdravotním pojištění. Ruší § 29 zákona č. 20/1966 Sb.
- 590/1992 Sb., novela zákona ČNR o organizaci a provádění sociálního zabezpečení (z působnosti zákona vyjmuto rozhodování o ukončení dočasné pracovní neschopnosti).
- 15/1993 Sb., o Armádě ČR (vyjímá z působnosti zákona volbu lékaře u vojáků a studentů vojenských škol)
- 161/1993 Sb., o změnách ve všeobecném zdravotním pojištění (stanoví, že léčivé přírodní zdroje jsou majetkem státu, a zmocňuje vládu k vydání nařízení o omamných a psychotropních látkách)
- 307/1993 Sb., novela zákona o pojistném na sociální zabezpečení (drobná úprava týkající se pobytu v ústavních zařízeních z jiných než zdravotních důvodů)
- 60/1995 Sb., novela předpisů o zdravotních pojišťovnách (upravuje postavení hygienických stanic)
- 206/1996 Sb., nález Ústavního soudu, s vykonatelností od 1. dubna 1997 zrušen § 11 odst. 4 obsahující zmocnění pro bližší vymezení zdravotní péče za plnou nebo částečnou úhradu.
- 14/1997 Sb., stanoví povinnost organizací vytvářet a chránit zdravé životní podmínky
- 79/1997 Sb., zákon o léčivech (drobné úpravy týkající se léčiv)
- 110/1997 Sb., zákon o potravinách a tabákových výrobcích (několik drobných souvisejících úprav)
- 83/1998 Sb., novela stavebního zákona (úpravy § 4)
- 167/1998 Sb., zákon o návykových látkách (zrušen § 82)
- 71/2000 Sb., změna zákona o technických požadavcích na výrobky (změna § 4 a § 62)
- 123/2000 Sb., zákon o zdravotnických prostředcích (zrušení § 62 a 63 a § 20 odst. 2, terminologické úpravy,
- 132/2000 Sb., změna zákonů souvisejících ze zákony o krajích a o obcích (působnost krajů a krajských hygieniků, zmocnění ministerstvu k úpravě znaleckých komisí)
- 149/2000 Sb., změna zákona o léčivech (schvalování imunologických diagnostických přípravků)
- 258/2000 Sb., zákon o ochraně veřejného zdraví (zrušena část první a mnoho dalších ustanovení týkajících se hygienické služby apod.)
- 164/2001 Sb., lázeňský zákon (zrušeny § 43 až 51 a § 72)
- 260/2001 Sb., nové § 67a až 67d, zpracování osobních údajů souvisejících se zajištěním zdravotní péče (zdravotnická dokumentace, národní zdravotnický informační systém, národní zdravotní registry
- 285/2002 Sb., transplantační zákon. Upravena a rozšířena ustanovení týkající se transplantací i registrů.
- 290/2002 Sb., o přechodu vlastnictví státu na kraje, obce a občanská sdružení. Krajům svěřeno zřizování záchranných služeb.
- 320/2002 Sb., ukončení činnosti okresních úřadů. Kromě souvisejících změn též zavedeno povinné pojištění odpovědnosti zdravotnických zařízení.
- 130/2003 Sb., změna zákona o zdravotnických prostředcích. Zrušen § 61.
- 274/2003 Sb., změna zákonů na úseku ochrany veřejného zdraví (drobné formulační úpravy, zmínka o zdravotních ústavech)
- 53/2004 Sb., změna zákonů z oblasti evidence obyvatel (podmínky vedení rodného čísla v dokumentaci)
- 156/2004 Sb., nové znění ustanovení o národních zdravotních registrech a nová samostatná příloha
- 121/2004 Sb., zrušeny § 52, 53, 57, 58, 59 a část § 54 (ustanovení o zdravotnických pracovnících)
- 356/2003 Sb., zákon o chemických látkách a přípravcích (změna znění § 20, o lékárenské péči)
- 422/2004 Sb., úprava utajených porodů
- 436/2004 Sb., § 9 odst. 3, výběr lékaře a zdravotnického zařízení u občanů, jimž jsou poskytovány služby v oblasti zaměstnanosti
- 37/2004 Sb., zákon o pojistné smlouvě (§ 67b, právo pověřeného zdravotnického zařízení nahlížet do dokumentace)
- 379/2005 Sb., zákon k ochraně před škodami způsobenými tabákem, alkoholem a jinými návykovými látkami (zrušení jedné věty v jedné z příloh zákona)
- 381/2005 Sb., změna zákona o veřejném ochránci práv (§ 67b, právo nahlížet do dokumentace)
- 109/2006 Sb., k zákonu o sociálních službách (zmíněna zdravotní péče pobytových zařízení sociálních služeb)
- 115/2006 Sb., zákon o registrovaném partnerství (partner jmenován vedle rodiny)
- 225/2006 Sb., změna zákona o civilním letectví (§ 67b, právo inspektorů Ústavu pro odborné zjišťování příčin leteckých nehod k nahlížení do dokumentace)
- 227/2006 Sb., zákon o výzkumu na lidských embryonálních kmenových buňkách (ustanovení o asistované reprodukci)
- 245/2006 Sb., zákon o veřejných neziskových ústavních zdravotnických zařízeních (nový § 12a, požadavky na vybavení zdravotnických zařízení a hygienické požadavky na jejich provoz)
- 342/2006 Sb., změna zákonů z oblasti evidence obyvatel (§ 67g až 67i, poskytování údajů z informačního systému evidence obyvatel subjektům v oblasti zdravotnictví)
- 111/2007 Sb., novela: úprava informovaného souhlasu, poskytování informací a povinné mlčenlivosti, nahlížení do dokumentace, potraviny pro zvláštní lékařské účely a další změny a doplňky
- 28/2008 Sb., letecká záchranná sluba hrazená státem

Ve Slovenské republice byl zákon č. 20/1966 Sb. novelizován zákony č. 196/1990 Zb. (působnost orgánů v sociálním zabezpečení), 419/1991 Zb., 27/1992 Zb. (profesní komory), 193/1992 Zb. (o státním fondu zdraví), 295/1992 Zb. (o některých opatřeních ve státní správě a místní správě) a zákonným opatřením č. 305/1992 Zb. Zrušen byl k 1. lednu 1995 zákonem č. 277/1994 Z. z., o zdravotnej starostlivosti. 

## Nejdůležitější zásady
Obecně lze říci, že tento zákon upravuje hlavní zásady péče o zdraví obyvatelstva. Stanovuje práva a povinnosti občanů v oblasti zdravotnictví, povinnosti zdravotníků, zejména lékařů a určuje základní atributy vztahu lékař–pacient. Zákon garantuje právo pacienta na informace o povaze jeho onemocnění a léčbě a zavazuje lékaře poskytovat péči pouze se souhlasem pacienta (informovaný souhlas) a lege artis, tj. v souladu se současnou úrovní medicíny. Definuje situace, kdy lze poskytnout péči bez souhlasu pacienta. Zákon dělí zdravotnické služby na ty, které jsou poskytovány pacientům na základě veřejného zdravotního pojištění, tj. bez přímé úhrady a na služby, které jsou ze zdravotního pojištění vyloučeny. Dále je zde zmiňována nutnost rozvoje vědy a techniky a uplatňování tohoto rozvoje v praxi (Článek.III) a kladen důraz na prevenci a ochranu zdraví (Článek.IV.).
Zákonem je dále stanovena spolupráce a vztahy mezi ministerstvem zdravotnictví České republiky, profesními organizacemi, občany a cizími státními příslušníky a to nejprve v rovině obecné (§ 10) a poté i v rovině konkrétnější. Z této oblasti mezi nejzajímavější patří mezi nejdůležitější § 11, kterým je definován způsob úhrady a kdo může zdravotní péči poskytovat.
Tímto zákonem je upravena, resp. nastavena i léčebně preventivní péče, která zahrnuje především: ambulantní péči, lůžkovou péči,Záchrannou službu, Lázeňskou péči, Lékárenskou péči, Posudkovou činností. Stanovuje jejich základní ideje a udílí, zpravidla ministerstvu zdravotnictví ČR právo vyhláškou upravovat jejich činnosti. 
Zákon se dále zabývá problematikou „odnímání částí lidského těla v souvislosti s léčebně preventivní péčí, lékařskou vědou, výzkumem a výukovými účely, odběr krve, tkání a orgánů.“ (§ 26), kde definuje obecně platné principy v některých případech dává ministerstvu zdravotnictví ČR pravomoc řešit věci vyhláškou. A řeší problematiku tzv. speciálních výkonů (sterilizace, pitva, atp.), takovéto úkony mohou být prováděny na vlastní žádost, někdy i v souladu s vyhláškou ministerstva zdravotnictví.
Část zákona se věnuje pravomocím ministerstva zdravotnictví ČR a orgánů státní zdravotní správy, dále zde nalezneme řešení problematiky posudků a odvoláním proti nim.

### Povinnosti osob
Článek II hovoří o nutné snaze každého jednotlivce žít zdravě a o povinnosti každého občana „aktivně přispívat k vytváření zdravých podmínek a zdravého způsobu života a práce“ . To dále rozvádí § 8. Další povinnosti občana stanoví § 9 z nichž nejdůležitější jsou: poskytnutí či zajištění pomoci člověku, který je v nebezpečí smrti či při podezření na vážné poškození zdraví. Dále je zde zakotvena povinnost účasti na školení atp. v případě obecného zájmu a v některých případech i povinnost podrobit se léčení či jiným procedurám (mj. dezinfekce)

### Práva občanů
O právech občanů se hovoří v § 9, kde je jmenováno právo na poskytování zdravotní péče, což je dále specifikováno tímto zákonem a dalšími zákony zejména zákonem o všeobecném pojištění a zákonem o ochraně veřejného zdraví. Druhým významným právem je právo volby lékaře, ze kterého je několik výjimek (vojáci, epidemie, atp.).
Významná práva, zabývající se preventivní léčbou, každého pacienta jsou definována v § 23 , kde je stanoveno, že lékař je nemocného (popř. členy jeho rodiny) poučit o jeho nemoci, potřebných výkonech, atp. Je zde však tato povinnost oslabena tím, že to má učinit „vhodným způsobem“ a formulace směřuje k tomu, že tak činí za účelem, aby pacient mohl spolupracovat s na svém ozdravění. Toto je v rozporu se světovými trendy, které jednoznačně vedou k nároku na plné informování pacienta. Přesto je § 67b (12) zajištěna plná informovanost a „pacient má právo na poskytnutí veškerých informací shromážděných ve zdravotnické dokumentaci vedené o jeho osobě a v jiných zápisech, které se vztahují k jeho zdravotnímu stavu“. Dále zákon ukládá, že „za osoby mladší 18 let nebo osoby zbavené způsobilosti k právním úkonům mají právo na tyto informace jejich zákonní zástupci“ (nejedná se o přesný citát, ale o citát upravený, aby zůstala zachována logika textu).
Dále je zde stanoveno, že vyšetření i léčba se musí dít se souhlasem pacienta. Pokud tento souhlas pacient neudělí, pak si tento fakt lékař musí nechat písemně potvrdit (tzv. revers). Tímto paragrafem jsou i stanoveny výjimky z tohoto ustanovení, jde především o děti a jinak k právním úkonům nezpůsobilé osoby, kde se v případě ohrožení života rozhodovací pravomoc přenáší na ošetřujícího lékaře. Další specifické případy jsou nemoci stanovené zvláštním předpisem (zpravidla nakažlivé choroby např. lepra), při ohrožení jiných osob (některé duševní choroby, intoxikace), nebo pokud není možno si takový souhlas vyžádat. Pokud k takové situaci dojde je zdravotnickému zařízení uložena povinnost tuto skutečnost do 24 hodin oznámit soudu.

### Zdravotnická zařízení
Tímto zákonem je řešena a vlastně i specifikována tzv. „soustava zdravotnických zařízení“, kterou tvoří veškerá zdravotnická zařízení, ale i např. vědecká pracoviště, distributoři a výrobci léčiv a zdravotní techniky, školská a školicí zařízení, atp. a to bez ohledu na zřizovatele. Zákon ukládá těmto zařízením povinnosti, specifikuje obecné podmínky za jakých mohou být taková zařízení zakládána (nejedná se pouze o nemocnice či specializovaná pracoviště, ale např. i lékárny a opravňuje ministerstvo zdravotnictví ČR zakázat zřízení či provoz zařízení jež by tyto podmínky nesplňovalo.
Co se pracovníků v tomto oboru týče, je ministerstvo zdravotnictví ČR povinno vyhláškou stanovit podmínky, průběh a funkce, které ve zdravotnických organizacích a zařízeních v působnosti ministerstva zdravotnictví a obcí budou obsazovány výběrovým řízením. To mu dává poměrně velkou moc kontrolovat jednotlivá zdravotnická zařízení a prosazovat v nich svoji politiku. § 55 jsou stanoví povinnosti pracovníků ve zdravotnictví.
Zákon se dále zabývá výchovou, výukou a dalším vzděláváním, kde zmocňuje ministerstvo zdravotnictví ČR určit tato pracoviště (kliniky), podílet se na jejich rozvoji jmenovat a odvolávat jejich vedoucí pracovníky v některých případech je nuceno sladit svůj postup s ministerstvem školství, mládeže a tělovýchovy České republiky.

### Osobní údaje a jejich dokumentace
Z povahy zdravotnických zařízení je zřejmé, že se jejich zaměstnanci nutně setkávají s citlivými osobními údaji, zejména o zdravotním stavu. Takové údaje jsou zpracovávány ve zdravotnické dokumentaci, zákon stanovuje její formu, ale i pracovníky oprávněné nahlížet do této dokumentace, jedná se o poměrně široké spektrum lidí, což bývá taktéž předmětem kritiky. Osoby s tímto právem jsou povinny o skutečnostech, o nichž se ze zdravotnické dokumentace dozvěděly, zachovávat mlčenlivost. Dále je zde řešena problematika změny lékaře, zániku zdravotnického zařízení, atp. kdy je lékař, zdravotnické zařízení či další zúčastněné osoby či instituce, kdy jsou tyto povinni zachovávat mlčenlivost a předat tyto údaje správnímu úřadu, který má přesně určenu další činnost, jejímž cílem je zabránit nahlížení nepovolaným osobám do této dokumentace a zajistit co nejrychlejší zajištění nové adekvátní péče.

### Registry
Přílohu zákona tvoří seznam národních zdravotních registrů, u každého je uvedeno jaké zpracovává údaje a jak je s těmito údaji nakládáno.
Národní onkologický registr, Národní registr hospitalizovaných, Národní registr rodiček, Národní registr novorozenců, Národní registr vrozených vad, Registr lékařů, zubních lékařů a farmaceutů, Národní registr potratů, Národní registr cévní chirurgie, Národní kardiochirurgický registr, Národní registr kloubních náhrad, Národní registr nemocí z povolání, Národní registr kardiovaskulárních intervencí, Národní registr uživatelů lékařsky indikovaných substitučních,

## Související právní předpisy
Oblasti zdravotnictví se týká řada dalších zákonů i prováděcích předpisů, například: 
- Vyhláška č. 242/1991 Sb., o soustavě zdravotnických zařízení zřizovaných okresními úřady a obcemi.
- Zákon č. 160/1992 Sb., o zdravotní péči v nestátních zdravotnických zařízeních
- Zákon České národní rady č. 220/1991 Sb., o České lékařské komoře, České stomatologické komoře a České lékárnické komoře.
- Zákon České národní rady č. 550/1991 Sb., o všeobecném zdravotním pojištění.
- zákon č. 48/1997 Sb., o veřejném zdravotním pojištění, ve znění zákona č. 109/2006 Sb.
- zákon č. 79/1997 Sb., o léčivech
- Zákon č. 123/2000 Sb., o zdravotnických prostředcích
- Zákon č. 285/2002 Sb., o darování, odběrech a transplantacích tkání a orgánů a o změně některých zákonů (transplantační zákon).
- Zákon č. 256/2001 Sb., o pohřebnictví

Se zákonem souvisí i řada dalších zákonů, například: 
- Zákon č. 71/1967 Sb., o správním řízení (správní řád).
- Zákon č. 97/1974 Sb., o archivnictví
- Zákon č. 89/1995 Sb., o státní statistické službě
- Zákon č. 101/2000 Sb., o ochraně osobních údajů
- zákon č. 37/2004 Sb., o pojistné smlouvě
- zákon č. 582/1991 Sb., o organizaci a provádění sociálního zabezpečení

K tématu existuje obsáhlá literatura.